# Aeroportul Kastamonu
Aeroportul Kastamonu (IATA: KFS, ICAO: LTAL) este un aeroport din Kastamonu, Provincia Kastamonu, Turcia ce deservește zona Kastamonu. Aeroportul a fost tranzitat în 2022 de 44.317 pasageri. A fost deschis în 1990 și numit după zona deservită.
Situat la o altitudine de 1.073 m, aeroportul dispune de o singură pistă. Este operat de General Directorate of State Airports (Turkey)⁠(d).